# 張瓊姿
張瓊姿（1959年3月8日—），台灣女藝人。
早期與姊姊张琼玲二人以模特兒出道，而開始參與多部影視演出，如《女人四十一枝花》、《家》；於演藝圈中，交遊廣闊。

## 家庭生活
1993年12月11日，與職棒球員郭泰源在來來飯店結婚。婚後，張息影十年，方復出於八點檔飾演要角。
2003年疑似與著名健身教練潘若迪出軌，被記者拍下長達一小時的疑似車震事件。據悉，張參加潘若迪的課程後，疑互生情愫而擦出愛火，來往甚密。事件導致郭泰源大怒，一度要求離婚，張極力挽回之下，加上潘其後承諾與張保持距離，後事件平息。

## 電視劇（台灣）
| 年份   | 電視台                  | 劇名                                         | 角色     |
| 1982年 | 台視                    | 《不要說再見》                               | 湯夢夢   |
| 1982年 | 華視                    | 《彈指神功》                                 | 郡主     |
| 1983年 | 華視                    | 《煙雨江南》                                 | 柳含煙   |
| 1983年 | 華視                    | 《江南遊龍》－奪王旗                         | 柳如眉   |
| 1983年 | 華視                    | 《江南遊龍》－太上忘情                       | 月如     |
| 1983年 | 華視                    | 《江南遊龍》－ 一雙兩好                      | 寒煙     |
| 1984年 | 華視                    | 《大明英烈虎威》                             | 雪子     |
| 1985年 | 華視                    | 《當時明月在》                               | 常海藍   |
| 1985年 | 華視                    | 《花月正春風》                               | 葉依鳳   |
| 1987年 | 華視                    | 《風蕭蕭》                                   | 白蘋     |
| 1988年 | 台視                    | 《金粉世家》                                 | 何艾蓮   |
| 1990年 | 華視                    | 《愛》                                       | 秦婉如   |
| 1990年 | 華視                    | 《白牡丹》                                   | 牡丹     |
| 1992年 | 華視                    | 《緣》                                       | 秦婉如   |
| 1996年 | 華視                    | 《霸王花》                                   | 王玲     |
| 1996年 | 華視                    | 《紅樓夢》                                   | 秦可卿   |
| 2001年 | 民視                    | 《爸爸的私生女》                             | 劉金緞   |
| 2002年 | 東風                    | 《八號風球的愛戀》                           | 美涼     |
| 2003年 | 公視                    | 《家》                                       | 許香梅   |
| 2003年 | 民視                    | 《女人40一枝花》                             | 夏可姿   |
| 2003年 | 民視                    | 《日正當中》                                 | 蔡美女   |
| 2004年 | 華視                    | 《升空高飛》                                 | 新梅     |
| 2004年 | 民視                    | 《意難忘》                                   | 張慧琳   |
| 2005年 | 華視                    | 《真命天女》                                 | 老闆娘   |
| 2006年 | 華視                    | 《天長地久》                                 | 陳青雲   |
| 2006年 | 華視                    | 《寶島少女成功記》                           | 賴碧霞   |
| 2008年 | 民視                    | 《娘家》                                     | 何愛佳   |
| 2009年 | 大愛電視台              | 《蘭心飄芳》                                 | 李師姐   |
| 2009年 | 民視                    | 《夜市人生》                                 | 何娜娜   |
| 2011年 | 民視                    | 《廉政英雄一他是我兄弟》                     | 周慧如   |
| 2011年 | 華視                    | 《艋舺燿輝》                                 | 黃美雲   |
| 2011年 | 公視                    | 《寒武紀》                                   |          |
| 2012年 | 華視                    | 《給愛麗絲的奇蹟》                           | 賀曼衣   |
| 2012年 | 台視                    | 《陽光正藍》                                 | 林秀春   |
| 2012年 | 大愛電視台              | 《守著你的我》                               | 黃淑雲   |
| 2014年 | 台視                    | 《神仙·老師·狗》                             | 子奇     |
| 2014年 | 大愛電視台              | 《紅塵驛站》                                 | 文素珍   |
| 2015年 | 華視                    | 《愛你沒條件》                               | 呂周月嬌 |
| 2016年 | 公視                    | 《今晚，你想點什麼？》                       | May姊    |
| 2016年 | 民視                    | 《新娘嫁到》                                 | 邱林桂花 |
| 2016年 | 中視                    | 《讓愛飛揚》                                 | 敖母     |
| 2016年 | 三立台灣台              | 《白鷺鷥的願望》                             | 吳阿娥   |
| 2016年 | 東森綜合台              | 《我和我的十七歲》                           | 劉媽媽   |
| 2017年 | 三立台灣台              | 《甘味人生》                                 | 方柔柔   |
| 2017年 | 中視                    | 《這些年那些事》                             | 紀秀嵐   |
| 2017年 | 三立都會台              | 《我的愛情不平凡》                           | 葉鳳嬌   |
| 2017年 | 公視                    | 《城市情歌》                                 | 泰瑞莎   |
| 2017年 | 華視                    | 《春風愛河邊》                               | 顏蕙蘭   |
| 2018年 | 公視                    | 《紅鼻子與小女孩》                           | 劉宜佳   |
| 2019年 | 公視                    | 《苦力》                                     | 陳瑞君   |
| 2019年 | 三立台灣台              | 《天之蕉子》                                 | 高陳玉蘭 |
| 2019年 | 三立都會台              | 《一千個晚安》                               | 陳麗娟   |
| 2020年 | 大愛電視台              | 《大林學校》                                 | 徐招弟   |
| 2020年 | Netflix                 | 《誰是被害者》                               | 陳麗琪   |
| 2020年 | TVBS歡樂台              | 《粉紅色時光》                               | 陳津津   |
| 2020年 | 三立都會台              | 《我的青春沒在怕》                           | 楊美桃   |
| 2021年 | 八大、衛視中文台        | 《她們創業的那些鳥事》                       | 郭月惠   |
| 2021年 | 民視                    | 《黃金歲月》                                 | 張瓊姿   |
| 2022年 | 台視                    | 《嘉慶君遊台灣》                             | 皇后     |
| 2022年 | 三立台灣台              | 《一家團圓》                                 | 高雲雀   |
| 2022年 | 台視                    | 《美麗人生》                                 | 楊黃月英 |
| 2022年 | 公視、friDay影音        | 《你的婚姻不是你的婚姻－恭請光臨曾賈府喜事》 | 高怡君   |
| 2023年 | 公視                    | 《牛車來去》                                 | 楊玉環   |
| 2023年 | 公視、八大戲劇台        | 《最佳利益2－決戰利益》                      | 姜琳     |
| 2023年 | 公視台語台、華視        | 《欺妻49天》                                 | 蘇天蘭   |
| 2023年 | 公視、八大戲劇台        | 《最佳利益3－最終利益》                      | 姜琳     |
| 2023年 | 中視                    | 《開創者》                                   | 江鄭清秀 |
| 2024年 | 大愛電視台              | 《你準備萌芽了嗎？》                         | 小萍嬤   |
| 2024年 | 公視 八大戲劇台 Netflix | 《人生清理員》                               | 胡莉莉   |

## 電視劇（中國大陸）
| 年份   | 劇名               | 角色   |
| 2005年 | 《白色情人夢》     | 孫玉琴 |
| 2012年 | 《原鄉》           | 立蘋   |
| 2012年 | 《我的媽媽是天使》 | 母     |
| 2013年 | 《红轿子》         | 李淑娟 |
| 2015年 | 《愛情不打烊》     | 陶詩韵 |
| 2015年 | 《天涯女人心》     | 佟母   |
| 2019年 | 《那片花那片海》   | 安康   |
| 2024年 | 《但願人長久》     | 謝宜芳 |

## 電影
| 年份   | 片名                     | 角色   |
| 1987年 | 《黑皮與白牙》           | 白牙   |
| 1994年 | 《畫魂》                 | 千歲紅 |
| 2016年 | 《神廚》                 | 趙夫人 |
| 2016年 | 《樓下的房客》           | 陳妻   |
| 2017年 | 《老師，你會不會回來？》 | 王母   |
| 2019年 | 《寒單》                 | 萱萱母 |

## 音樂錄影帶
| 年份   | 歌手   | 曲名           |
| 2018年 | 莫文蔚 | 《慢慢喜歡你》 |

## 廣告代言
- 潘婷洗髮精
- 花仙子
- 快樂香皂